# Anonychomyrma malandana
Anonychomyrma malandana é uma espécie de formiga do gênero Anonychomyrma.